# 劉釗 (天順進士)
劉釗（1433年—？），字時勉，直隸太平府當塗縣人，明朝政治人物。進士出身。

## 生平
順天府鄉試第一百十六名。天順四年（1460年）庚辰科會試第六十三名，殿試登進士第三甲第七十八名。成化十一年（1475）任青州府知府，二十三年八月，升河南布政使司左參政。

## 家族
曾祖父劉貴三。祖父劉思民。父亲劉豫，曾任戶部主事。有子劉深。